# Lafut-e Bala
Lafut-e Bala (em persa: لفوت بالا, também romanizada como  Lafūt-e Bālā; também conhecida como Lafūt) é uma aldeia do distrito rural de Kurka, situada no distrito central de Astaneh-ye Ashrafiyeh, na província de Gilan, no Irã. Segundo o censo de 2006, sua população era de 357, em 108 famílias.